# Mijaíl Rostóvtsev
Mijaíl Ivánovich Rostóvtsev o Rostovtzeff (del ruso: Михаи́л Ива́нович Росто́вцев) nació en Zhitómir, Imperio ruso, el 10 de noviembre de 1870, según el calendario gregoriano, o el 29 de octubre, según el calendario juliano, y murió en New Haven, EE. UU., el 20 de octubre de 1952, fue un historiador, una de las principales autoridades del siglo XX en la historia antigua de Grecia, Irán y Roma.
Mijaíl Rostóvtsev es recordado como el primer historiador en examinar las economías antiguas en términos de capitalismo y revolución. The Social and Economic History of the Roman Empire (Historia social y económica del Imperio Romano) (1926) and Social and Economic History of the Hellenistic World (Historia social y económica del mundo helenístico) (1941) fueron trabajos pioneros que fijaron la atención de los historiadores sobre los problemas sociales y económicos globales ocultos hasta entonces bajo la superficie de los sucesos militares o políticos.
Al terminar sus estudios en las universidades de Kiev y San Petersburgo, Rostóvtsev trabajó como profesor asistente primero y como titular después en la Universidad de San Petersburgo. En 1918, emigró a los Estados Unidos y aceptó una cátedra en la Universidad de Wisconsin-Madison antes de trasladarse a la Universidad de Yale en 1925. En Yale, supervisó todas las actividades arqueológicas de la universidad y particularmente las excavaciones en Dura Europos.
Durante su trabajo en Rusia, Rostóvtsev fue reconocido como la máxima autoridad mundial en la historia antigua del sur de Rusia. Resumió sus vastos conocimientos sobre estos asuntos en Iranians and Greeks in South Russia (1922) y en Skythien und der Bosporus (1925). Sus principales hallazgos arqueológicos de la época de Yale se describen en Dura-Europos and Its Art (1938).